# Václav Smetáček
Václav Smetáček (Brno, 30 de septiembre de 1906-Praga,18 de febrero de 1986) fue un oboísta, director de orquesta y pedagogo checo.

## Biografía
Estudió oboe con Ladislav Skuhrovsky (1922-30), composición con Jaroslav Kricka (1928-30), y dirección con Metod Dolezil y Pavel Dedecek (1928-30), en el Conservatorio de Praga (1922-30). Sigue también los cursos de musicología en la Universidad Carolina de Praga de 1928 a 1933.
Gracias a sus notables resultados, se convierte en el ganador del premio Schubert del examen final del Conservatorio de Praga (clase de oboe). El director de esa escuela superior de música le ofreció además, como premio, un espléndido instrumento de un artesano francés, Cabart, que él toca en la orquesta.
Después de haber sido el asistente de Josef Deda, el primer solista de oboe, en la Orquesta Filarmónica Checa, la presencia en el podio de maestros de la talla de Václav Talich, Frantisek Stupka o invitados de prestigio tales como Bruno Walter, Erich Kleiber y Alexander von Zemlinsky le anima a abrazar, a su vez, la vocación de director.
Lo que no impide que funde con algunos de sus camaradas el Quinteto de viento de Praga (1929). Las actividades de este grupo se prolongaron durante los siguientes veintisiete años y permitieron a Smetacek desarrollar su inmenso talento de oboísta. Además, escribió un método para aprender a tocar el instrumento, que es aún una autoridad en la formación de solistas.
A partir de 1934, la carrera de Smetacek se reorientó al entrar en la radio checa como director y editor. En 1934 actuó como director de un conjunto sinfónico de la radio en conciertos retransmitidos por la radio y en la música compuesta como fondo sonoro para producciones cinematográficas. En 1942, fue nombrado primer director de la Orquesta FOK de Praga, (Film-Opera-Koncert), que se convertirá en la Orquesta Sinfónica de Praga en el año 1952. Smetacek la dirigirá hasta 1972.  Con la orquesta realiza numerosas giras al extranjero y el propio Smetacek fue muy requerido para dirigir como invitado por toda Europa a las mejores orquestas. 
Al final de la Segunda Guerra Mundial, Smetacek entró como docente en el Conservatorio y en la Academia de Artes de Praga.
Fue un gran propagador de la música de compositores checos como Antonín Dvorák, Josef Suk, Bedrich Smetana y Leos Janácek.

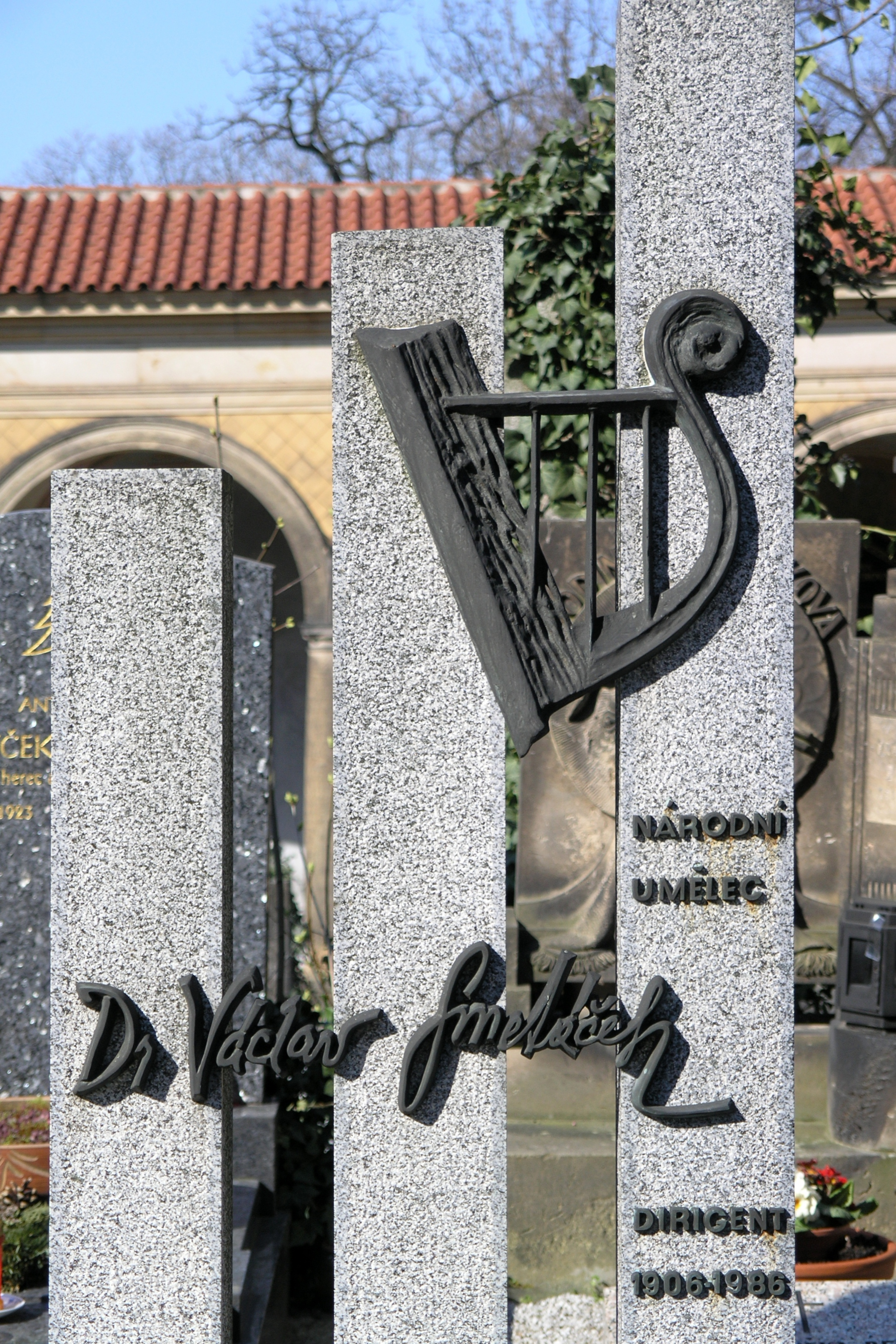
Tumba de Václav Smetáček

## Estilo y repertorio
Mucho menos conocido que sus geniales compatriotas Karel Ančerl y Rafael Kubelík, Smetacek, no tuvo menos talento y sus dones específicos nos recuerdan los de la otra gran figura de la dirección de orquesta, Rudolf Kempe. Vaclav Smetacek fue uno de los directores más influyentes en el desarrollo de la música checa a lo largo del siglo XX. Director de gestualidad firme y muy detallista en las acentuaciones, Smetacek llevó a cabo una amplia labor discográfica enfocada sobre todo a los autores checos, sin olvidar el sinfonismo de la era romántica y postromántica, hasta Stravinski. Heredero del estilo checo de dirección de Václav Talich durante esos años ofreció un interesante contrapunto en la misma ciudad tanto a la calidad orquestal de la Filarmónica Checa, con la que la Sinfónica de Praga compitió sin desmerecer, como a la labor de sus titulares, Kubelik, que le impuso el esfuerzo de superarse, Ančerl que tenía una visión muy diferente de la interpretación y que le permitió afirmar su propia personalidad y Václav Newmann, con el sostuvo una amigable competencia por la primacía de la dirección checa, que quizá se decantó a su favor debido al estilo más germánico de Newmann.
En su triple faceta de compositor, oboísta y director, Smetacek dentro de la Orquesta Sinfónica de Praga creó un conjunto especializado en la obra de autores checos menos conocidos como Martinu, Suk, Kabelac y Fiser. Aunque estaba muy enfocado a la música sinfónica, Smetacek también fue un buen director operístico del repertorio eslavo principalmente.
Debemos a Smetacek el redescubrimiento del Concierto para oboe (en fa mayor, op. 37) de Franz Krommer, o las sinfonías de Josef Mysliveček.

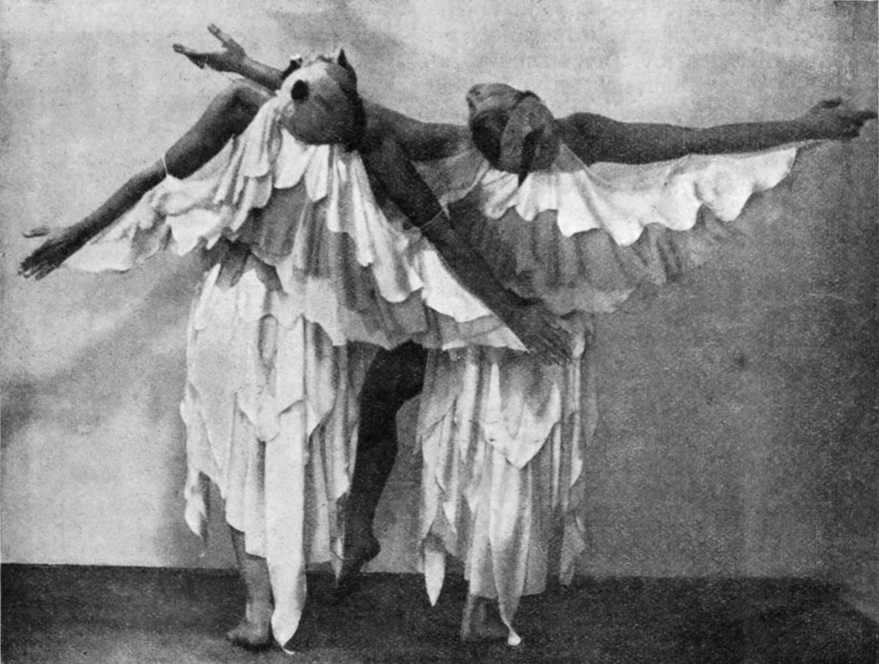
Al final de un intenso día, la música de Václav Smetáček, coreografía de Jarmila Kröschlová, 1932.

## Obras
- 1932 Al final de un intenso día, música de Václav Smetáček, coreografía de Jarmila Kröschlová, 1932.

## Discografía seleccionada
- Los 5 Conciertos para piano de Beethoven, junto a Jan Panenka y dirigiendo la Sinfónica de Praga (SUPRAPHON 3540)
- 2 Romanzas para violín y orquesta de Beethoven, junto a Josef Suk y dirigiendo la Sinfónica de Praga (SUPRAPHON 3164)
- Concierto para violín de Casella, junto a André Gertler y dirigiendo la Sinfónica de Praga (SUPRAPHON 3904)
- España de Chabrier dirigiendo la Sinfónica de Praga
- Sinfonía n.º 9 de Dvorak dirigiendo la Sinfónica de Praga
- Concierto para piano de Dvorak, junto a Sviatoslav Richter y dirigiendo la Sinfónica de Praga
- Misa en Re mayor de Dvorak dirigiendo la Sinfónica de Praga (SUPRAPHON 111821)
- Poema de Fibich dirigiendo la Sinfónica de Praga (SUPRAPHON 101429)
- Sinfonía n.º 4 de Foerster dirigiendo la Sinfónica de Praga (SUPRAPHON 101429)
- Concierto para violín de Glazunov, junto a Ida Haendel y dirigiendo la Sinfónica de Praga (SUPRAPHON 3782)
- Concierto para violín n.º 1 de Malipiero, junto a André Gertler y dirigiendo la Sinfónica de Praga (SUPRAPHON 3904)
- Misa de Navidad de Ryba, junto a Vyzmazalova, Mrazova, Blachut y Kroupa, y dirigiendo la Sinfónica de Praga (SUPRAPHON 3658)
- Danza macabra de Saint-Saëns dirigiendo la Sinfónica de Praga
- Má Vlast de Bedřich Smetana dirigiendo a la Orquesta Filarmónica Checa (SUPRAPHON 38C37 - 7241)
- Polka de Smetana dirigiendo la Sinfónica de Praga (SUPRAPHON 101429)
- Romanza para violín de Svendsen, junto a Josef Suk y dirigiendo la Sinfónica de Praga (SUPRAPHON 4000).